# Horebeke
Horebeke is een gemeente in de Belgische provincie Oost-Vlaanderen. Zij maakt deel uit van de landschappelijke regio Vlaamse Ardennen. Met ongeveer 2000 inwoners is het een van de gemeenten met het kleinste aantal inwoners in België. De inwoners worden Horebekenaars genoemd.
De streek is bekend vanwege zijn panoramische vergezichten, uitgestrekte weilanden, een aantal wind- en watermolens maar ook door de Geuzenhoek (Korsele) die zich op een paar kilometer van de Horebeekse dorpskom bevindt.
In Horebeke is geen industrie aanwezig. De economische activiteit beperkt zich tot kleinhandel en zelfstandige ondernemingen.

## Kernen
De gemeente bestaat uit twee deelgemeenten Sint-Kornelis-Horebeke en Sint-Maria-Horebeke. De twee dorpskernen liggen op minder dan een kilometer van elkaar. Het gemeentehuis staat in Sint-Maria-Horebeke. Horebeke is de kleinste, Nederlandstalige, fusiegemeente van het land.

### Deelgemeenten
|   | Naam                   | Opp. (km²) | Inwoners (2020) | Inwoners per km² | NIS-code |
| - | ---------------------- | ---------- | --------------- | ---------------- | -------- |
| 1 | Sint-Maria-Horebeke    | 7,68       | 1.481           | 193              | 45062A   |
| 2 | Sint-Kornelis-Horebeke | 3,57       | 541             | 152              | 45062B   |

## Demografische ontwikkeling
Alle historische gegevens hebben betrekking op de huidige gemeente, inclusief deelgemeenten, zoals ontstaan na de fusie van 1 januari 1977.
- Bronnen:NIS, Opm:1831 tot en met 1981=volkstellingen; 1990 en later= inwonertal op 1 januari

| Inwoners van jaar tot jaar op 1 januari 1992 tot heden | Inwoners van jaar tot jaar op 1 januari 1992 tot heden | Inwoners van jaar tot jaar op 1 januari 1992 tot heden |
| jaar                                                   | Aantal                                                 | Evolutie: 1992=index 100                               |
| ------------------------------------------------------ | ------------------------------------------------------ | ------------------------------------------------------ |
| 1992                                                   | 1.875                                                  | 100,0                                                  |
| 1993                                                   | 1.872                                                  | 99,8                                                   |
| 1994                                                   | 1.874                                                  | 99,9                                                   |
| 1995                                                   | 1.907                                                  | 101,7                                                  |
| 1996                                                   | 1.924                                                  | 102,6                                                  |
| 1997                                                   | 1.935                                                  | 103,2                                                  |
| 1998                                                   | 1.959                                                  | 104,5                                                  |
| 1999                                                   | 1.960                                                  | 104,5                                                  |
| 2000                                                   | 1.968                                                  | 105,0                                                  |
| 2001                                                   | 1.921                                                  | 102,5                                                  |
| 2002                                                   | 1.915                                                  | 102,1                                                  |
| 2003                                                   | 1.915                                                  | 102,1                                                  |
| 2004                                                   | 1.916                                                  | 102,2                                                  |
| 2005                                                   | 1.975                                                  | 105,3                                                  |
| 2006                                                   | 2.004                                                  | 106,9                                                  |
| 2007                                                   | 2.054                                                  | 109,5                                                  |
| 2008                                                   | 2.072                                                  | 110,5                                                  |
| 2009                                                   | 2.037                                                  | 108,6                                                  |
| 2010                                                   | 2.049                                                  | 109,3                                                  |
| 2011                                                   | 2.076                                                  | 110,7                                                  |
| 2012                                                   | 2.058                                                  | 109,8                                                  |
| 2013                                                   | 2.073                                                  | 110,6                                                  |
| 2014                                                   | 2.056                                                  | 109,7                                                  |
| 2015                                                   | 2.040                                                  | 108,8                                                  |
| 2016                                                   | 2.000                                                  | 106,7                                                  |
| 2017                                                   | 2.028                                                  | 108,2                                                  |
| 2018                                                   | 2.048                                                  | 109,2                                                  |
| 2019                                                   | 2.036                                                  | 108,6                                                  |
| 2020                                                   | 2.022                                                  | 107,8                                                  |
| 2021                                                   | 2.009                                                  | 107,1                                                  |
| 2022                                                   | 2.023                                                  | 107,9                                                  |
| 2023                                                   | 2.036                                                  | 108,6                                                  |
| 2024                                                   | 2.012                                                  | 107,3                                                  |
| 2025                                                   | 2.026                                                  | 108,1                                                  |

## Geschiedenis
De gemeente ontstond in 1977 door de fusie van Sint-Kornelis-Horebeke en Sint-Maria-Horebeke.

## Cultuur
Horebeke is de enige Vlaamse gemeente zonder een openbare bibliotheek. Op initiatief van de lokale partijafdeling van Groen werden in 2017 drie microbibliotheken geplaatst.

## Bezienswaardigheden

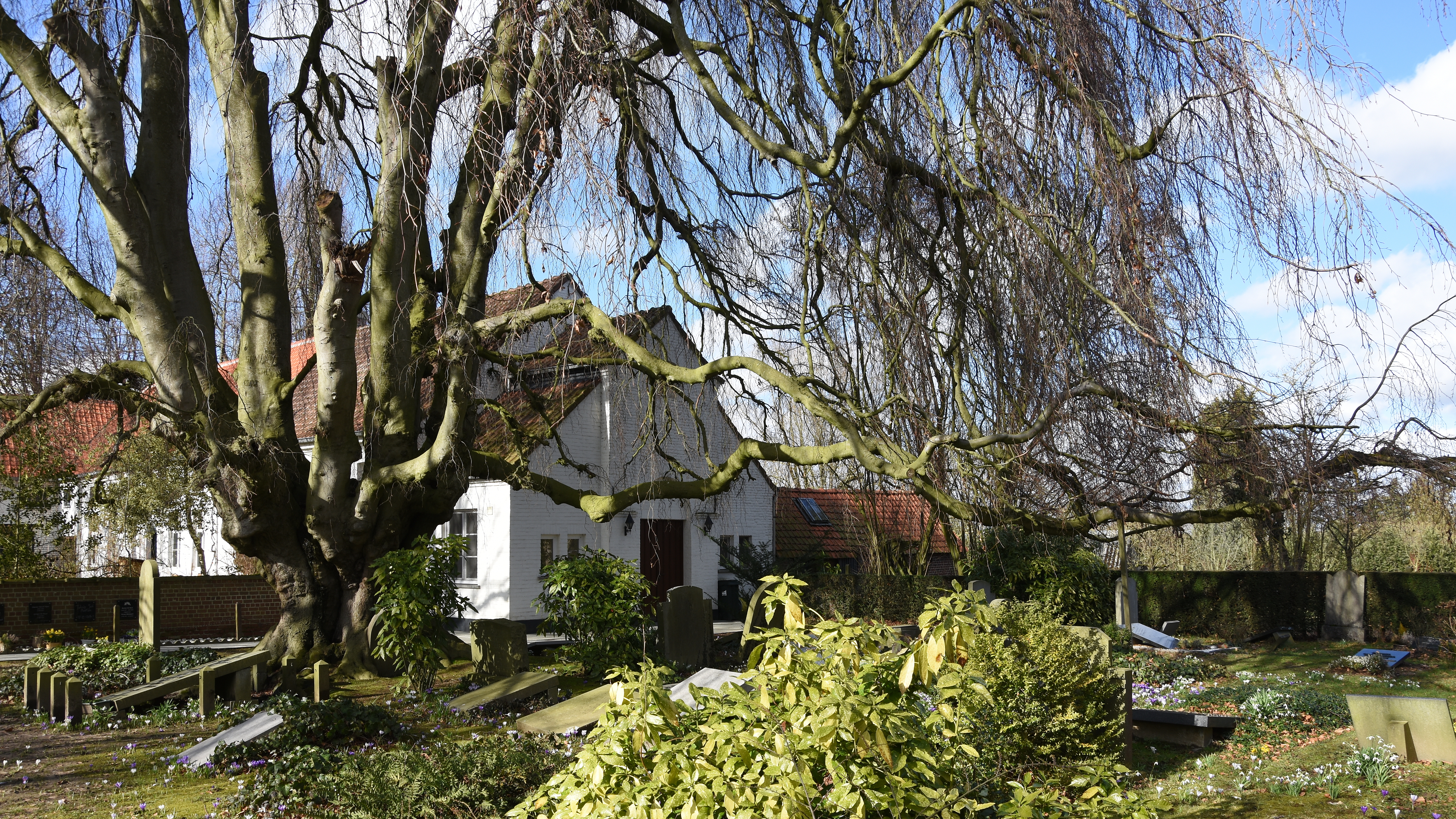
Korsele, Geuzenhoek
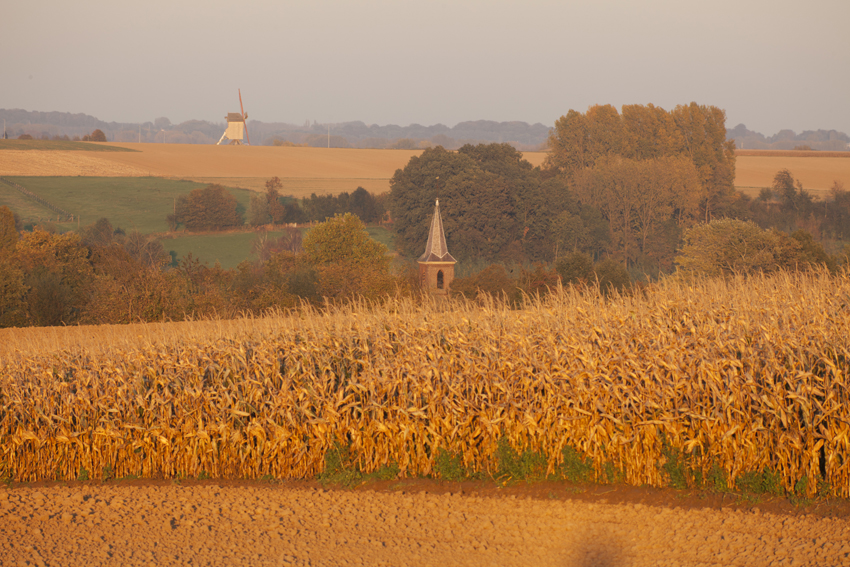
Vlaamse Ardennen in Sint-Maria-Horebeke
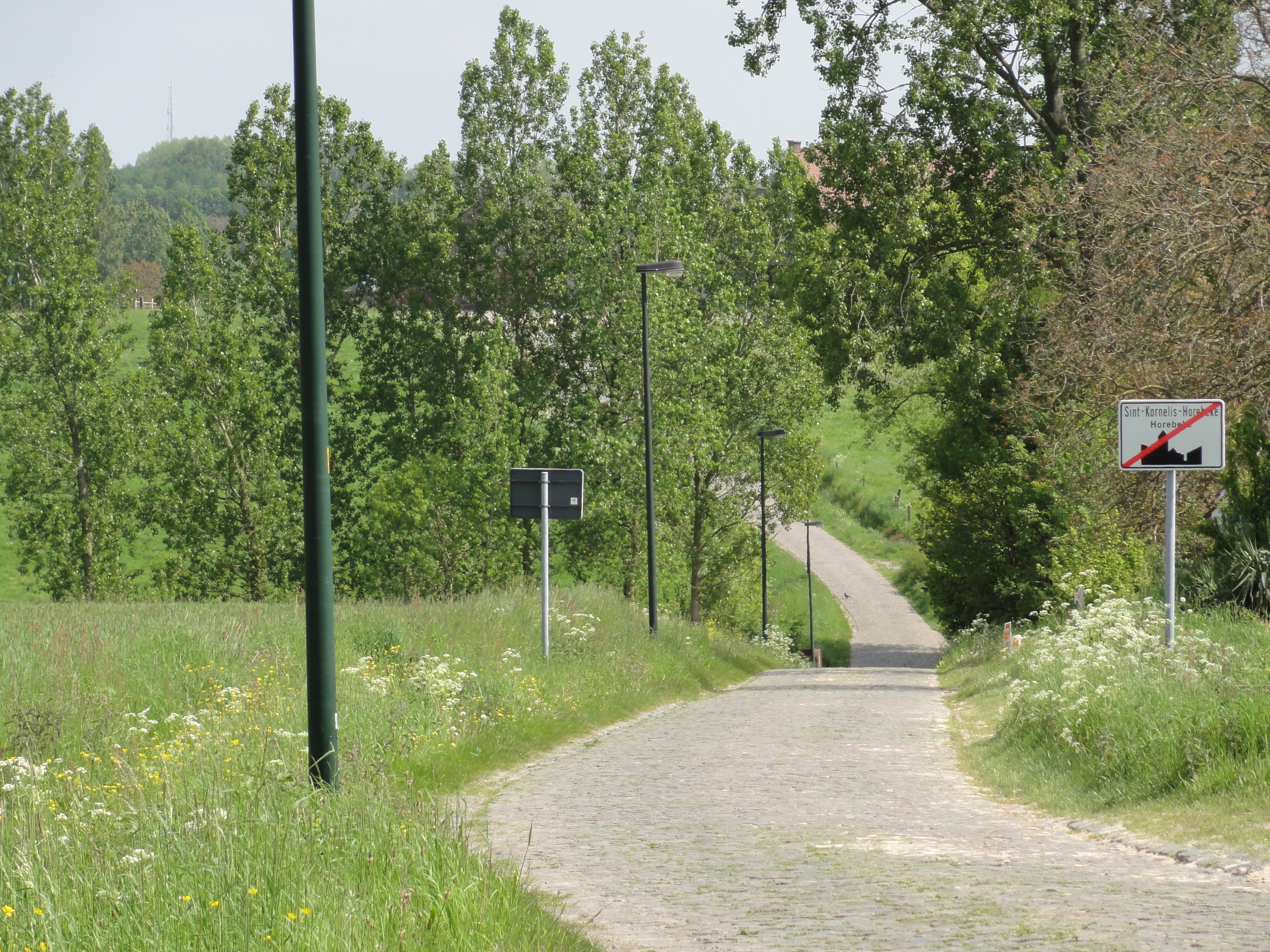
Haaghoek
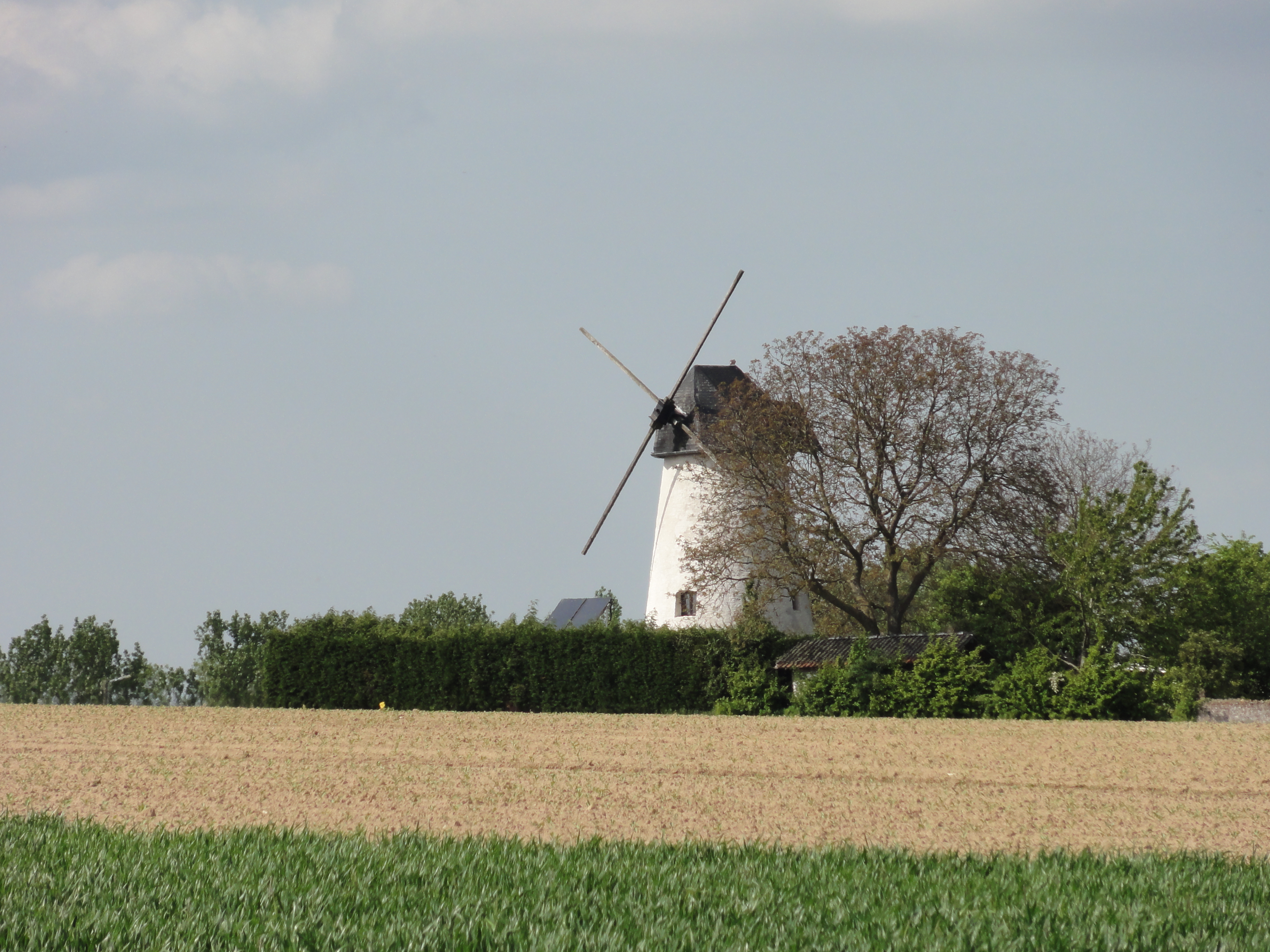
Hoogkoutermolen
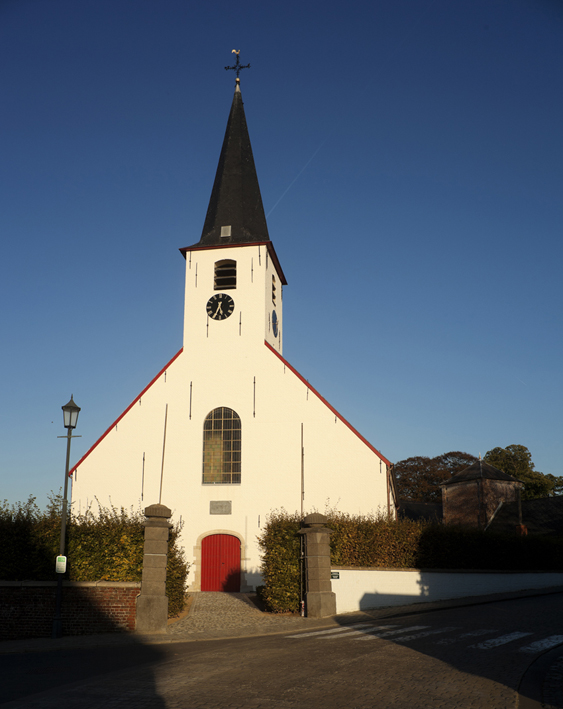
kerk van Sint-Kornelis-Horebeke
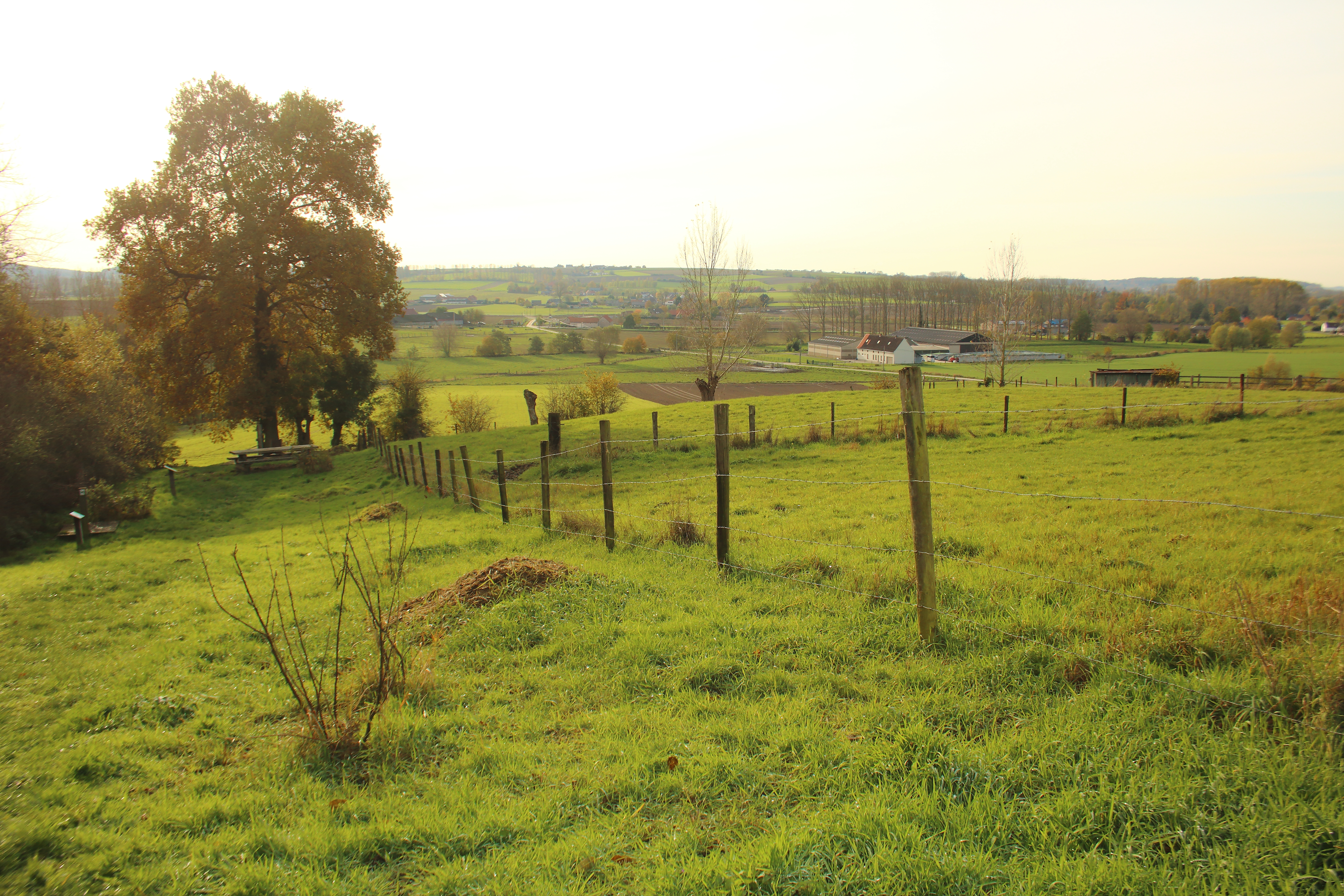
De 'Wereldboom' van Horebeke bij de Maarkebeekvallei (Schamperij)

- De kasseien van de Haaghoek en de hellingen Steenberg en Foreest zijn bekend uit de Vlaamse wielerklassiekers. De Armekleie is een straat in een parcours voor wielertoeristen, net als de Buikberg.

## Politiek

### Structuur
De gemeente Horebeke ligt in het kieskanton Horebeke in het provinciedistrict Oudenaarde, het kiesarrondissement Aalst-Oudenaarde en de kieskring Oost-Vlaanderen.
| Horebeke       | Horebeke   | Supranationaal         | Nationaal                         | Nationaal                 | Gemeenschap               | Gewest                    | Provincie                 | Arrondissement   | Provinciedistrict | Kanton          | Gemeente        |
| -------------- | ---------- | ---------------------- | --------------------------------- | ------------------------- | ------------------------- | ------------------------- | ------------------------- | ---------------- | ----------------- | --------------- | --------------- |
| Administratief | Niveau     | Europese Unie          | België                            | België                    | Vlaanderen                | Vlaanderen                | Oost-Vlaanderen           | Oudenaarde       | Oudenaarde        | Oudenaarde      | Horebeke        |
| Administratief | Bestuur    | Europese Commissie     | Belgische regering                | Belgische regering        | Vlaamse Regering          | Vlaamse Regering          | Deputatie                 | Deputatie        | Deputatie         | Deputatie       | Gemeentebestuur |
| Administratief | Raad       | Europees Parlement     | Kamer van Volksvertegenwoordigers | Vlaams Parlement          | Vlaams Parlement          | Vlaams Parlement          | Provincieraad             | Provincieraad    | Provincieraad     | Provincieraad   | Gemeenteraad    |
| Kieskring      | Kieskring  | Nederlands Kiescollege | Kieskring Oost-Vlaanderen         | Kieskring Oost-Vlaanderen | Kieskring Oost-Vlaanderen | Kieskring Oost-Vlaanderen | Kieskring Oost-Vlaanderen | Aalst-Oudenaarde | Oudenaarde        | Horebeke        | Horebeke        |
| Verkiezing     | Verkiezing | Europese               | Federale                          | Federale                  | Vlaamse                   | Vlaamse                   | Provincieraads-           | Provincieraads-  | Provincieraads-   | Provincieraads- | Gemeenteraads-  |

### Geschiedenis
Joseph Browaeys was van 1977 tot 2018 de burgemeester van Horebeke; vanaf 1964 was hij al burgemeester van Sint-Maria-Horebeke. Door zijn electorale sterkte nam de enige oppositiepartij SAMEN (CD&V-SP.A-Groen) geen deel aan de verkiezingen van 2012. In de plaats kwam N-VA op, waardoor er toch gemeenteraadsverkiezingen plaatsvonden.

#### 2013-2018
Burgemeester bleef Joseph Browaeys van de Volksbelangen. Deze partij heeft de meerderheid met 9 op 11 zetels.

#### 2019-2024
Na de gemeenteraadsverkiezingen van 2018 behaalde Volksbelangen opnieuw de absolute meerderheid van 7 op 11 zetels. Cynthia Browaeys, dochter van de vorige burgemeester Joseph Browaeys, werd de nieuwe burgemeester. 

#### 2024-2030
Bij de gemeenteraadsverkiezingen van 2024 verloor Volksbelangen, dat door het politieke afscheid van burgemeester Cynthia Browaeys werd aangevoerd door uittredend schepen Guy Glorieux, haar absolute meerderheid. Nieuw Horebeke, een kartel van Groen, N-VA, cd&v en onafhankelijken, bemachtigde 7 van de 11 zetels in de gemeenteraad. Tom Simaeys (onafhankelijk) werd burgemeester. 
De gemeenteraad van Horebeke ziet er na de verkiezingen van 13 oktober 2024 als volgt uit:
- Nieuw Horebeke: 7 zetels: Tom Simaeys (voorzitter, onafhankelijke), Petra De Sutter (Groen), Florian Vande Walle (Groen), Katelijn Moerman (N-VA), Dieter Verscheure (N-VA), Christina Behaeghe (onafhankelijke) en Hilde Bodyn (Groen)
- Volksbelangen: 4 zetels: Guy Glorieux, Bert De Clercq, Stefaan De Weireld en Steven Contreras

Het schepencollege voor de beleidsperiode 2024 - 2030 is als volgt:
| Functie en bevoegdheden | Naam                | Partij | Partij                          |
| --- | ------------------- | ------ | ------------------------------- |
| Burgemeester Algemene beleidscoördinatie, bevolking en burgerlijke stand, politie, brandweer en veiligheid, cultuur, sport, verenigingen en feestelijkheden                                      | Tom Simaeys         |        | Nieuw Horebeke (onafhankelijke) |
| Eerste schepen (verhinderd) Financiën, personeel, lokale economie, toerisme, mobiliteit, verkeersveiligheid en fietsinfrastructuur, erfgoed en patrimonium en dierenwelzijn                      | Petra De Sutter     |        | Nieuw Horebeke (Groen)          |
| Tweede schepen Openbare werken en technische dienst, ruimtelijke ordening, klimaat, natuur en leefmilieu, afvalbeleid en waterzuivering, kind en jeugd en externe communicatie                   | Florian Vande Walle |        | Nieuw Horebeke (Groen)          |
| Derde schepen Sociaal beleid, sociale huisvesting, tewerkstelling, begraafplaatsen, landbouw en erosiebestrijding, senioren en ICT en voorzitter van het Bijzonder comité voor de sociale dienst | Katelijn Moerman    |        | Nieuw Horebeke (N-VA)           |

### Resultaten gemeenteraadsverkiezingen sinds 1976
| Partij of kartel     | Partij of kartel                                                     | 10-10-1976 | 10-10-1976 | 10-10-1982 | 10-10-1982 | 9-10-1988 | 9-10-1988 | 9-10-1994 | 9-10-1994 | 8-10-2000 | 8-10-2000 | 8-10-2006 | 8-10-2006 | 14-10-2012 | 14-10-2012 | 14-10-2018 | 14-10-2018 | 13-10-2024 | 13-10-2024 |
| Stemmen / Zetels     | Stemmen / Zetels                                                     | %          | 9          | %          | 9          | %         | 9         | %         | 9         | %         | 9         | %         | 11        | %          | 11         | %          | 11         | %          | 11         |
| -------------------- | -------------------------------------------------------------------- | ---------- | ---------- | ---------- | ---------- | --------- | --------- | --------- | --------- | --------- | --------- | --------- | --------- | ---------- | ---------- | ---------- | ---------- | ---------- | ---------- |
|                      | Volksbelangen                                                        | 67,12      | 7          | 61,18      | 6          | 65,33     | 7         | 67,99     | 7         | 68,78     | 7         | 73,53     | 9         | 71,97      | 9          | 54,0       | 7          | 39,5       | 4          |
|                      | Agalev1/ DE.AL.A/ SamenB/ Groen2/ Nieuw HorebekeD                    | -          |            | -          |            | 3,271     | 0         | 6,271     | 0         | 31,22A    | 2         | 26,47B    | 2         | -          |            | 21,72      | 2          | 60,5D      | 7          |
|                      | CVP1/ DE.AL.A/ SamenB (CD&V-sp.a-Groen)/ N-VA-CD&VC/ Nieuw HorebekeD | -          |            | -          |            | -         |           | 25,741    | 2         | 31,22A    | 2         | 26,47B    | 2         | -          |            | 24,3C      | 2          | 60,5D      | 7          |
|                      | N-VA1/ N-VA-CD&VC/ Nieuw HorebekeD                                   | -          |            | -          |            | -         |           | -         |           | -         |           | -         |           | 28,031     | 2          | 24,3C      | 2          | 60,5D      | 7          |
|                      | EUROBE                                                               | -          |            | -          |            | 31,4      | 2         | -         |           | -         |           | -         |           | -          |            | -          |            | -          |            |
|                      | MMNALW                                                               | -          |            | 32,39      | 3          | -         |           | -         |           | -         |           | -         |           | -          |            | -          |            | -          |            |
|                      | M                                                                    | -          |            | 6,43       | 0          | -         |           | -         |           | -         |           | -         |           | -          |            | -          |            | -          |            |
|                      | NH                                                                   | 32,88      | 2          | -          |            | -         |           | -         |           | -         |           | -         |           | -          |            | -          |            | -          |            |
| Totaal stemmen       | Totaal stemmen                                                       | 1325       | 1325       | 1326       | 1326       | 1409      | 1409      | 1423      | 1423      | 1485      | 1485      | 1543      | 1543      | 1526       | 1526       | 1581       | 1581       | 1252       | 1252       |
| Opkomst %            | Opkomst %                                                            |            |            |            |            | 97,58     | 97,58     | 93,56     | 93,56     | 95,19     | 95,19     | 97,23     | 97,23     | 94,14      | 94,14      | 94,7       | 94,7       | 75,8       | 75,8       |
| Blanco en ongeldig % | Blanco en ongeldig %                                                 | 0,83       | 0,83       | 1,51       | 1,51       | 2,34      | 2,34      | 2,53      | 2,53      | 2,09      | 2,09      | 3,05      | 3,05      | 4,39       | 4,39       | 3,0        | 3,0        | 1,6        | 1,6        |

De zetels van de gevormde meerderheid staan vetjes afgedrukt. De grootste partij is in kleur.

## Geboren in Horebeke
- Abraham Hans (1882 - 1939), protestantse schrijver en dichter naar wie een museum in de Geuzenhoek in Horebeke is vernoemd. Hij schonk als onderwijzer zijn naam aan de middenschool van het Koninklijk Atheneum te Oudenaarde.